# Brives-sur-Charente
Brives-sur-Charente – miejscowość i gmina we Francji, w regionie Nowa Akwitania, w departamencie Charente-Maritime.
Według danych na rok 1990 gminę zamieszkiwało 176 osób, a gęstość zaludnienia wynosiła 30 osób/km² (wśród 1467 gmin regionu Poitou-Charentes Brives-sur-Charente plasuje się na 819. miejscu pod względem liczby ludności, natomiast pod względem powierzchni na miejscu 1039.).